# Puente de Nuestra Señora del Pilar

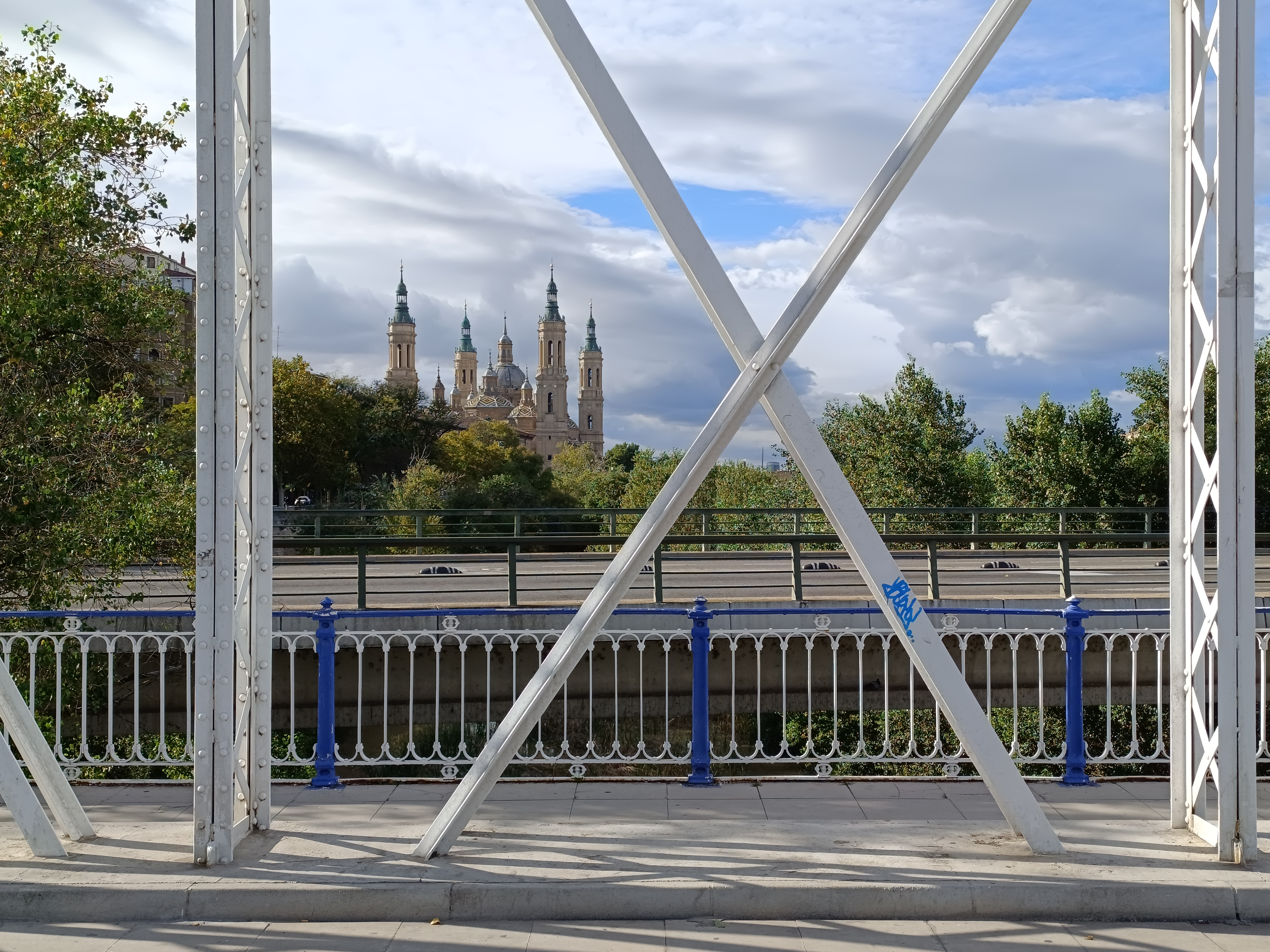
Vista desde el puente de Hierro, hacia la basílica del Pilar.

El puente de Nuestra Señora del Pilar, más conocido como puente de Hierro, es un puente que cruza el río Ebro en la ciudad española de Zaragoza, uniendo la avenida Puente del Pilar con la calle del Coso y el paseo Echegaray y Caballero.
El puente de hierro fue uno de los primeros puentes fijos que se construyeron en Zaragoza, habiendo habido anteriormente tan solo pontones y puentes de tablas que a menudo se veían destruidos por las avenidas del Ebro. Cuando se construyó el puente de hierro a finales del siglo XIX, tan solo existía como estructura fija para el tránsito de personas y vehículos el puente de piedra construido en el siglo XV.
El ingeniero que se ocupó de la fase inicial del proyecto entre 1887 y 1891 fue Antonio Fernández de Navarrete y Hurtado de Mendoza, IX marqués de Legarda, padre del marqués de Ximénez de Tejada y del Vizconde Villahermosa de Ambite. Tras terminar sus estudios de Ingeniería de Caminos en 1882, de todos los proyectos constructivos en los que participó el más significativo y que más ocupó su tiempo fue el del Puente de Nuestra Señora del Pilar de Zaragoza también conocido como Puente de Hierro. Según Luis, Germán Zubero en “Obras públicas e ingenieros en Aragón durante el primer tercio del siglo XX":
"Acabó [Antonio Fernández de Navarrete y Hurtado de Mendoza] sus estudios de ingeniería de Caminos en 1882. Ese año fue nombrado ingeniero segundo con destino en la División Hidrológica de Zaragoza. Pasó, mediante permuta, al año siguiente a la Jefatura de Obras Públicas de Zaragoza, donde permaneció hasta septiembre de 1891 en que fue destinado a la División de Ferrocarriles del Este. En esos años redactó, entre otros proyectos, el zaragozano puente de Ntra. Sra. del Pilar sobre el Ebro (proyectos de 1884 y de 1885), más conocido en la ciudad como el puente de Hierro, encargándose de la dirección de las obras durante unos años (1887-1891). Vid. ROP (1887: 10, 21, 33 y 49)."
El Diccionario Biográfico Español de la Real Academia de la Historia describe así la complejidad del proyecto del Puente de Nuestra Señora del Pilar, que en su poroeycto inicla de finales del siglo XIX debió ser modificado en su diseño y presupuesto en varias ocasiones
"Su trabajo [de Antonio Fernández de Navarrete Hurtado de Mendoza] más importante estuvo vinculado a la construcción del Puente de Nuestra Señora del Pilar (popularmente conocido como Puente de Hierro) sobre el Ebro en la ciudad de Zaragoza. Él fue el encargado de los primeros diseños para su construcción. A partir de 1884 elaboró distintos estudios que debieron ser repetidamente modificados a fin de ajustarlos en características técnicas y coste de la obra. Dirigió la construcción del puente entre 1887 y 1891."
Fue construido por la La Maquinista Terrestre y Marítima, empresa de ingeniería española responsable de numerosos puentes en el país. Tras varias modificaciones del proyecto inicial la construcción del puente finalizó en 1895 convirtiéndose en uno de los principales accesos a la ciudad por el norte. Tras la construcción del puente de Santiago en 1967 continuó siendo uno de los principales accesos para vehículos.
A finales del siglo XX, el puente sufre un profundo proceso de remodelación dirigido por Javier Manterola. La estructura metálica se repara, se pinta y se limpia y se le añaden dos tableros laterales en forma de arco para el paso de los vehículos. La plataforma central se reservará para uso peatonal. La remodelación finaliza en el año 1991. La necesidad de pintarlo para prevenir la corrosión motivó en 2010 una votación popular para escoger los colores del puente donde resultó ganadora la combinación de azul y blanco —los colores del Real Zaragoza— en sustitución del original color verde.

## El puente en las artes y la cultura popular
En 2003, el director de cine Miguel Ángel Lamata grabó algunas escenas de su película Una de zombis en él, y también el grupo zaragozano Amaral grabó a principios 2009 el videoclip de su canción «Perdóname» en el puente.